# Pilosium flaccisetum
Pilosium flaccisetum là một loài rêu trong họ Stereophyllaceae. Loài này được Müll. Hal. mô tả khoa học đầu tiên năm 1897.